# وزير سينت مارتن المفوض
وزير سينت مارتن المفوض (بالهولندية: Gevolmachtigd Minister van Sint Maarten)‏ يمثل الدولة التأسيسية لسينت مارتن في مجلس وزراء مملكة هولندا. الوزير المفوض الحالي هو Henrietta Doran-York.

## قائمة الوزراء المفوضين لسينت مارتن
الجدول التالي يسرد الوزراء المفوضين لسينت مارتن الذين تولى المنصب بعد استقلال سينت مارتن عن مملكة هولندا عام 2010:
| # | الاسم                   | تولى المنصب    | غادر المنصب    | الحزب |
| - | ----------------------- | -------------- | -------------- | ----- |
| 1 | Mathias Voges           | 10 أكتوبر 2010 | 19 ديسمبر 2014 | DP    |
| 2 | Josianne Fleming-Artsen | 19 ديسمبر 2014 | 19 نوفمبر 2015 | UP    |
| 3 | Henrietta Doran-York    | 19 نوفمبر 2015 | الحالي         | NA    |